# Station Les Cabannes (Ariège)
Station Les Cabannes is een spoorwegstation in de Franse gemeente Les Cabannes.